# Сенеа, Хуан Клементе
Хуан Клементе Сенеа Форнарис (исп. Juan Clemente Zenea Fornaris; 24 февраля 1832 — 25 августа 1871) — кубинский писатель

 и поэт, основоположник латиноамериканского романтизма.

## Биография
Родился в Баямо, Куба 24 февраля 1832 года. В 1845 поступил в школу Хосе де ла Лус-и-Кабальеро, где, публикуя стихи в газете «La Prensa», проявил свой литературный талант. Всего в 17-летнем возрасте, в 1849 году, он станет редактором этой газеты. В 1840-х в сотрудничестве с другими поэтами и писателями публикует ряд стихов, поэм и небольших рассказов.
В 1852 вынужденно мигрирует в Новый Орлеан (США) из-за притеснений со стороны испанского правительства. Тем не менее, в миграции он продолжает сотрудничать с рядом кубинских газет, в том числе антиправительственными. В 1853 году он заочно приговорен к публичной казни в Гаване, но вскоре амнистирован с разрешением вернуться на Кубу.
После возвращения на Кубу в 1854 работал учителем английского, основал журнал «Habanerа». Английскому и французскому языкам его учила юная Ада Айзекс Менкен, будущая знаменитая балерина и актриса, чьим первым возлюбленным он был.
В 1865 вновь покинул Кубу для работы с журналом «Revista del Nuevo Mundo» в Нью-Йорке. Отправляюсь в этот раз в эмиграцию с женой и дочерью, полагал, что оставляет Кубу навсегда. В 1868 уехал в Мексику для работы над «Diario Oficial».
В конце 1868 вернулся в США для помощи в организации Кубинской войны за независимость, возглавлял газету революционно настроенных эмигрантов «La Revolución», организовывал поставки оружия для восставших и вербовал добровольцев для отправки на Кубу. В 1870 тайно проник на Кубу, чтобы наладить связь революционной эмиграции с повстанцами, интервьюировал главу восстания Карлоса Мануэля де Сеспедеса.
На берегу моря его с письмами и деньгами для семей повстанцев арестовал патруль испанских военных. Спустя восемь месяцев расследования военный суд вынес приговор — смертная казнь через удушение за скандальное интервью и другую революционную деятельность. Гарроту пришлось заменить расстрелом, поскольку в городке не нашлось палача. Сенеа был расстрелян 24 или 25 августа 1871 года, отказавшись встать на колени, как того требовала церемония казни.

## Важные работы

### Книги, эссе и т. п.
- 1855: Стихи.
- 1859: Вдали от родины. Воспоминания молодого поэта.
- 1860: Вечерние песни.
- 1861: Об американской литературе.

### Стихи
- Фиделия
- Ласточке
- Дневник мученика
- Отсутствие
- В Гринвуде
- Ночь
- Тени
- Возвращаться
- Восток и закат
- Дневник мученика
- Смерть любви